# Rio Eklutna
O rio Eklutna é um curso de água localizado na região centro-sul do Alasca, nos Estados Unidos. Tem aproximadamente 19 quilômetros de extensão e situa-se inteiramente dentro dos limites do município de Anchorage.

## Curso
O rio tem origem na Geleira Eklutna e, historicamente, fluía diretamente do Lago Eklutna, alimentado por águas glaciais. Atualmente, o rio é majoritariamente abastecido por águas subterrâneas, especialmente após a construção de reservatórios de captação para geração de energia hidrelétrica.
Parte do seu curso atravessa um cânion com profundidade de até 120 metros, antes de desaguar no braço Knik Arm da Enseada de Cook, cerca de 27 quilômetros a nordeste da cidade de Anchorage. Nas proximidades da saída do cânion, o rio recebe pela margem direita as águas do Thunderbird Creek, afluente que atualmente representa a principal fonte de abastecimento da porção inferior do rio.